# Mechanika Hamiltona

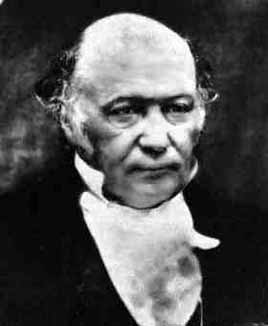
Sir William Rowan Hamilton

Mechanika Hamiltona – przeformułowanie mechaniki klasycznej podane przez Williama Rowana Hamiltona w 1833. Formalizm Hamiltona wychodzi od mechaniki Lagrange’a, sformułowanej przez Josepha Louisa Lagrange w 1788 (która z kolei stanowi przeformułowanie mechaniki klasycznej w postaci podanej przez Newtona).
Mechanika Hamiltona przewiduje to samo, co mechanika klasyczna w postaciach podanych przez Newtona czy Lagrange’a, jednak używa odmiennego formalizmu matematycznego, wprowadzającego więcej abstrakcji. Mechanika Hamiltona może służyć do opisu prostych układów, takich jak odbijająca się piłka, wahadło lub oscylująca struna, której energia zmienia się z kinetycznej w potencjalną i z powrotem. Jednak jej siła ukazuje się w układach bardziej złożonych i dynamicznych, jak orbity planet w mechanice nieba. Im więcej stopni swobody ma układ, tym bardziej skomplikowana jest jego ewolucja. W większości przypadków ruch staje się chaotyczny.
Formalizm mechaniki Hamiltona stał się także podstawą w rozwoju aparatu matematycznego mechaniki kwantowej.

## Opis ruchu układu

### Równania Newtona
W mechanice klasycznej sformułowanej przez Newtona stan układu złożonego z {\displaystyle N} ciał poruszających się w przestrzeni 3-wymiarowej opisuje się, podając położenia i prędkości tych poszczególnych ciał układu w zależności od czasu. Aby wyznaczyć zmianę stanu układu z upływem czasu, zakłada się, że znane są (1) położenia i prędkości poszczególnych części układu w pewnej chwili początkowej, (2) siły działające na poszczególne części układu w poszczególnych chwilach czasu, (3) rozwiązuje się równanie ewolucji układu wyrażone w II prawie Newtona
{\displaystyle {\frac {d^{2}{\boldsymbol {r}}}{dt^{2}}}\cdot m={\boldsymbol {F}}}
gdzie:
{\displaystyle {\boldsymbol {r}}=[x_{1},x_{2},\dots ,x_{3n}]} – wektor położenia układu w przestrzeni konfiguracyjnej,
{\displaystyle {\boldsymbol {F}}=[F_{x_{1}},F_{x_{2}},\dots ,F_{x_{3N}}]} – wektor sił działających na układ, wyrażony we współrzędnych kartezjańskich przestrzeni konfiguracyjnej,
{\displaystyle {\boldsymbol {m}}=[m_{1},m_{2},\dots ,m_{3N}]} – wektor mas cząstek układu,
przy czym indeksy {\displaystyle 1,2,3} odnoszą się do pierwszego ciała układu, indeksy {\displaystyle 4,5,6} odnoszą się do drugiego ciała układu, ..., indeksy {\displaystyle N-2,N-1,N} odnoszą się do pierwszego {\displaystyle N}-tego ciała układu, 
Równanie powyższe przedstawia de facto układ {\displaystyle 3N} równań różniczkowych 2-go rzędu postaci:
{\displaystyle {\frac {d^{2}x_{i}}{dt^{2}}}\cdot m_{i}=F_{x_{i}},\quad i=1,\dots ,3N.}

### Równania Hamiltona
W mechanice Hamiltona stan układu opisany jest odmiennie, tj. za pomocą położeń i pędów, które nazywane są zwyczajowo współrzędnymi kanonicznymi {\displaystyle {\boldsymbol {q}}} oraz {\displaystyle {\boldsymbol {p}},} przy czym {\displaystyle {\boldsymbol {q}}=(q_{1},q_{2},\dots ,q_{f})} – wektor położenia układu wyrażony przez współrzędne uogólnione, zaś {\displaystyle {\boldsymbol {p}}=(p_{1},p_{2},\dots ,p_{f})} – wektor pędu układu wyrażony przez pędy uogólnione układu, przy czym liczba współrzędnych {\displaystyle f} jest równa liczbie stopni swobody układu (i jest równa lub mniejsza niż liczba współrzędnych kartezjańskich {\displaystyle 3N}). Zmianę stanu układu otrzymuje się poprzez obliczenie funkcji Hamiltona (hamiltonianu) {\displaystyle H=H({\boldsymbol {q}},{\boldsymbol {p}},t)} i wstawienie go do równań Hamiltona
{\displaystyle {\frac {d{\boldsymbol {p}}}{dt}}=-{\frac {\partial H}{\partial {\boldsymbol {q}}}},}
{\displaystyle {\frac {d{\boldsymbol {q}}}{dt}}=+{\frac {\partial H}{\partial {\boldsymbol {p}}}}.}
Powyższy zapis wektorowy należy rozpisać na poszczególne składowe: de facto mamy tu układ {\displaystyle 2n} równań różniczkowych 1-go rzędu:
{\displaystyle {\frac {dp_{i}}{dt}}=-{\frac {\partial H}{\partial q_{i}}},\quad i=1,\dots ,f,}
{\displaystyle {\frac {dq_{i}}{dt}}=+{\frac {\partial H}{\partial p_{i}}},\quad i=1,\dots ,f.}

## Hamiltonian
Hamiltonian układu zamkniętego jest sumą energii kinetycznej oraz potencjalnej. W ogólnym przypadku hamiltonian można obliczyć z lagrangianu za pomocą transformacji Legendre’a. Główna motywacja do używania hamiltonianów w miejsce lagrangianów pochodzi od symplektycznej natury układów hamiltonowskich.

## Równania Hamiltona – układ 1-wymiarowy
Rozważmy najprostszy układ, który składa się z pojedynczej cząstki o masie {\displaystyle m} poruszającej się w jednym wymiarze w zadanym polu potencjału skalarnego. Hamiltonian układu jest sumą energii kinetycznej {\displaystyle T} i potencjalnej {\displaystyle V}
{\displaystyle H=T+V,}
przy czym
{\displaystyle T={\frac {p^{2}}{2m}},\quad V=V(x),}
gdzie:
{\displaystyle q\equiv x} – współrzędna wektora położenia cząstki,
{\displaystyle p} – współrzędna wektora pędu cząstki,
{\displaystyle p=mv.}
Energia kinetyczna {\displaystyle T} jest tutaj tylko funkcją pędu, zaś potencjalna {\displaystyle V} jest tylko funkcją położenia. Równania Hamiltona dla tego układu mają postać
{\displaystyle {\frac {dp}{dt}}=-{\frac {\partial H}{\partial x}},}
{\displaystyle {\frac {dx}{dt}}=+{\frac {\partial H}{\partial p}}.}

## Przykład 1 – ruch w polu grawitacyjnym
Rozważmy ruch ciała w polu grawitacyjnym Ziemi w kierunku pionowym (np. spadek swobodny lub rzut z pewną prędkością początkową). Energia potencjalna ciała ma postać {\displaystyle V(x)=mgx} (gdzie przyjęliśmy, iż oś {\displaystyle x} jest skierowana pionowo w górę). Hamiltonian układu ma postać:
{\displaystyle H={\frac {p^{2}}{2m}}+mgx.}
(1) Z pierwszego równania Hamiltona otrzymamy
{\displaystyle {\frac {dp}{dt}}=-mg.}
Po scałkowaniu tego równania otrzymamy:
{\displaystyle p(t)-p_{0}=-mgt,}
gdzie: {\displaystyle p_{0}} – pęd początkowy ciała w chwili {\displaystyle t=0.}
(2) Z drugiego równania Hamiltona mamy
{\displaystyle {\frac {dx}{dt}}={\frac {p}{m}}.}
Całkując to równanie, otrzymamy:
{\displaystyle x(t)-x_{0}={\frac {1}{m}}\int _{0}^{t}p(t)dt,}
gdzie: {\displaystyle x_{0}} – położenie początkowe ciała w chwili {\displaystyle t=0.} Uwzględniając zależność pędu od czasu uzyskaną z 1-go równania, mamy:
{\displaystyle x(t)=x_{0}+{\frac {1}{m}}\int _{0}^{t}(p_{0}-mgt)dt}
i ostatecznie otrzymamy
{\displaystyle x(t)=x_{0}+{\frac {p_{0}}{m}}t+{\frac {gt^{2}}{2}}.}
Jest to znany z mechaniki Newtona wzór na położenie ciała w ruchu ze stałym przyspieszeniem {\displaystyle a=g,} z prędkością początkową {\displaystyle v_{0}={\frac {p_{0}}{m}}} i położeniem początkowym {\displaystyle x_{0}.}
Z powyższego przykładu widać, że w ramach mechaniki Hamiltona otrzymuje się jako rozwiązania zależności współrzędnych i pędów od czasu (przy czym są to w ogólności współrzędne i pędy uogólnione).

## Obliczenie hamiltonianu z lagrangianu
Jeżeli dany jest lagrangian wyrażony przez współrzędne uogólnione {\displaystyle q_{i},} prędkości uogólnione {\displaystyle {\dot {q}}_{i}} oraz czas {\displaystyle t,} to hamiltonian oblicza się następująco:
1. Wyznaczamy pędy uogólnione, różniczkując lagrangian względem prędkości uogólnionych:
{\displaystyle p_{i}(q_{i},{\dot {q}}_{i},t)={\frac {\partial L}{\partial {\dot {q}}_{i}}}\quad i=1,\dots ,f.}
2. Z równości uzyskanych w 1 kroku obliczamy prędkości uogólnione {\displaystyle {\dot {q}}_{i},} wyrażając je za pomocą pędów {\displaystyle p_{i}.}
3. Obliczamy hamiltonian, używając transformacji Legendre’a:
{\displaystyle H=\sum _{i}{\dot {q}}_{i}{\frac {\partial L}{\partial {\dot {q}}_{i}}}-L,}
która, po skorzystaniu z wyrażenia na pęd, przyjmie postać:
{\displaystyle H=\sum _{i}{\dot {q}}_{i}p_{i}-L.}
4. Hamiltonian na tym etapie zawiera {\displaystyle {\dot {q}}_{i},q_{i},p_{i}} – zastępujemy więc prędkości {\displaystyle {\dot {q}}_{i}} wyrażeniami {\displaystyle {\dot {q}}_{i}(p_{i})} znalezionymi w 2. kroku – otrzymamy {\displaystyle H(q_{i},p_{i}).}

## Przykład 2 – wahadło
Rozważmy wahadło matematyczne. Jego lagrangian ma postać (por. mechanika Lagrange’a):
{\displaystyle L(\theta ,{\dot {\theta }},t)={\frac {m{\dot {\theta }}^{2}l^{2}}{2}}+mgl\cos(\theta ).}

### Wyznaczenie hamiltonianu
Wyznaczamy pęd uogólniony
{\displaystyle p_{\theta }={\frac {\partial L}{\partial {\dot {\theta }}}}=m{\dot {\theta }}l^{2}.} Stąd znajdujemy prędkość uogólnioną {\displaystyle {\dot {\theta }}={\frac {p_{\theta }}{ml^{2}}},} którą wstawiamy do lagrangianu {\displaystyle L(\theta ,p_{\theta },t)={\frac {p_{\theta }^{2}}{2ml^{2}}}+mgl\cos(\theta ).}
Obliczamy hamiltonian z transformacji Legendre’a – otrzymamy {\displaystyle H(\theta ,p_{\theta }){:}}
{\displaystyle H={\dot {\theta }}p_{\theta }-L={\frac {p_{\theta }^{2}}{2ml^{2}}}-mgl\cos(\theta ).}

### Znalezienie równania ruchu
(1) Pierwsze równanie Hamiltona ma teraz postać
{\displaystyle {\frac {dp_{\theta }}{dt}}=-{\frac {\partial H}{\partial \theta }},}
stąd znajdujemy
{\displaystyle {\frac {dp_{\theta }}{dt}}=-mgl\sin(\theta ).}
(2) Drugie równanie Hamiltona ma teraz postać
{\displaystyle {\frac {d\theta }{dt}}=+{\frac {\partial H}{\partial p_{\theta }}},}
stąd znajdujemy
{\displaystyle {\frac {d\theta }{dt}}={\frac {p_{\theta }}{ml^{2}}}.}
(3) Różniczkując powyższe równanie po czasie obustronnie i wstawiając wyrażenie na pochodną pędu z punktu (1), znajdujemy równanie ruchu wahadła
{\displaystyle {\frac {d^{2}\theta }{dt^{2}}}=-{\frac {g}{l}}\sin(\theta ).}
(Sposoby rozwiązania tego równania omówiono w artykule wahadło).